# Gertrud Potocnik
Gertrud Potocnik (* 1955) ist eine ehemalige deutsche Tischtennis- und spätere Tennisspielerin mit aktiver Tischtenniszeit in den 1970er und 1980er Jahren. Bei den Deutschen Meisterschaften 1981 gewann sie Bronze im Doppel.

## Werdegang
Gertrud Potocnik begann ihre Tischtennis-Laufbahn beim Verein TTC Salmünster, wechselte 1974 zum Gießener SV und kehrte Anfang der 1980er Jahre nach Salmünster zurück. Erste Erfolge verzeichnete sie im Schüler- und Jugendbereich. 1971 gewann sie die Deutsche Meisterschaft der Mädchen. Bei Südwestdeutschen Meisterschaften siegte sie insgesamt sieben Mal:
- 1971 Mixed mit Jürgen Heckwolf
- 1973 Einzel und Doppel mit Ruth Richter
- 1975 Einzel, Doppel mit Christel Deibel und Mixed mit Jürgen Heckwolf
- 1976 Doppel mit Gisela Trautmann

Bei den Erwachsenen spielte sie im Doppel meist mit Gerlinde Glatzer. Mit ihr gewann sie bei den Hessenmeisterschaften 1978, 1979 und 1981, dazu kommen zwei Einzeltitel 1975 und 1978 sowie zwei Titel im Mixed mit Helmut Hampl. Mit dem Gießener SV spielte sie Anfang der 1980er Jahre bis 1982 in der Bundesliga.
Ihr größter Erfolg bei den Erwachsenen war Bronze bei den Deutschen Meisterschaften 1981 im Doppel mit Gerlinde Glatzer.
Später spielte sie unter ihrem Ehenamen Potocnik-Hoffmann erfolgreich beim TC Menden Tennis. Mehrmals wurde sie Westfalenmeisterin, etwa 2014 und 2017.